# Aserbaidschanisch-australische Beziehungen
Aserbaidschanisch-australische Beziehungen wurden aufgenommen, als Australien Aserbaidschan am 26. Dezember 1991 als unabhängigen Staat anerkannte. 2012 feierten die beiden Länder 20 Jahre bilaterale Beziehungen.

## Bevölkerungszahlen
Während der australischen Volkszählung 2011 gaben 450 Personen an, aserbaidschanische Vorfahren zu haben. Es wird aber angenommen, dass in Australien mehr aserbaidschanischstämmige Menschen leben.

## Hilfe
Australien beteiligte sich im Jahr 2006 im Rahmen der NATO Partnership for Peace Trust Fund an der Räumung der Minen im aserbaidschanischen Distrikt Saloğlu und spendete in diesem Zusammenhang dem internationalen Roten Kreuz und Roter Halbmond-Komitee 50.000 AUD.

## Politik
Der stellvertretende aserbaidschanische Außenminister Xələf Xələfov besuchte Australien im April 2012, worauf der australische Sondergesandte Russell Trood einen Gegenbesuch abstattete.
Australien unterhält keine Botschaft in Aserbaidschan. Die australische Botschaft im türkischen Ankara ist als diplomatische Vertretung für Aserbaidschan zuständig. Aserbaidschan errichtete im Juni 2013 eine Botschaft im australischen Canberra.
İlham Əliyev besuchte Sydney anlässlich der Olympischen Spiele im Jahr 2000. Im April 2016 demonstrierten etwa 150 Aserbaidschaner und Armenier vor der Botschaft Aserbaidschans, dabei kam es zu heftigen verbalen Auseinandersetzungen wegen unterschiedlicher Auffassungen über den Bergkarabachkonflikt.

## Wirtschaft
Im Jahr 2014 exportierte Australien nach Aserbaidschan Waren im Wert von 9,24 Millionen AUD, Butter hatte mit 6,38 Millionen AUD den größten Anteil. Aserbaidschan exportierte im selben Zeitraum Waren im Wert von 85,04 Millionen AUD, vor allem unverarbeitetes Erdöl.